# Frederick Hervey, 8. Marquess of Bristol
Frederick William Augustus Hervey, 8. Marquess of Bristol (* 19. Oktober 1979), ist ein britischer Adliger.
Er ist der Sohn von Victor Hervey, 6. Marquess of Bristol (1915–1985) und dessen dritter Frau Yvonne Marie Sutton.
Hervey besuchte die St Maur School in Monaco, die Sunningdale School in Berkshire und das Eton College. Sein Studium an der University of Edinburgh schloss er 2002 als Bachelor of Commerce (B.Com.) ab. Anschließend arbeitete er für sieben Jahre als Manager eines Immobilienfonds in Estland. 2003 hatte er einen Wohnsitz in 2003 Fontvieille (Monaco).
1998 konnte er nicht verhindern, dass sein Halbbruder John Hervey, 7. Marquess of Bristol, die verbliebenen Wohnrechte der Familie am Ostflügel des Ickworth House bei Bury St Edmunds, Suffolk an den National Trust verkaufte, der dort ein Hotel ansiedelte. Das Ickworth House war seit dem 15. Jahrhundert der Sitz der Earls und Marquesses of Bristol.
Als der 7. Marquess of Bristol am 10. Januar 1999 kinderlos starb, erbte er dessen Adelstitel, einschließlich des damit verbundenen Sitzes im House of Lords. Noch im November desselben Jahres verlor er aufgrund des House of Lords Act seinen erblichen Parlamentssitz. Im Hansard sind für die Zwischenzeit keine Parlamentsreden von ihm verzeichnet.
Solange er kinderlos ist, ist sein Neffe 4. Grades, Alexander George Hervey (* 1920), voraussichtlicher Erbe (Heir Presumptive) seiner Adelstitel.